# Mike Matheson
Michael Wallace "Mike" Matheson, född 27 februari 1994, är en kanadensisk professionell ishockeyback som spelar för Montreal Canadiens i National Hockey League (NHL).
Han har tidigare spelat för San Antonio Rampage och Portland Pirates i American Hockey League (AHL); Boston College Eagles i National Collegiate Athletic Association (NCAA) samt Dubuque Fighting Saints i United States Hockey League (USHL).
Matheson draftades av Florida Panthers i första rundan i 2012 års draft som 23:e spelare totalt.

## Statistik
| 2009–2010   | Lions du Lac St-Louis   | LHMAAAQ     | 30  | 5  | 6   | 11  | 33  | 17 | 6 | 7  | 13 | 10 |
| 2010–2011   | Lions du Lac St-Louis   | LHMAAAQ     | 35  | 14 | 24  | 38  | 72  | 15 | 7 | 18 | 25 | 16 |
| 2011–2012   | Dubuque Fighting Saints | USHL        | 53  | 11 | 16  | 27  | 84  | 5  | 4 | 1  | 5  | 4  |
| 2012–2013   | Boston College Eagles   | NCAA        | 36  | 8  | 17  | 25  | 78  | —  | — | —  | —  | —  |
| 2013–2014   | Boston College Eagles   | NCAA        | 38  | 3  | 18  | 21  | 49  | —  | — | —  | —  | —  |
| 2014–2015   | Boston College Eagles   | NCAA        | 38  | 3  | 22  | 25  | 26  | —  | — | —  | —  | —  |
|             | San Antonio Rampage     | AHL         | 5   | 0  | 2   | 2   | 8   | —  | — | —  | —  | —  |
| 2015–2016   | Florida Panthers        | NHL         | 3   | 0  | 0   | 0   | 2   | 5  | 0 | 1  | 1  | 0  |
|             | Portland Pirates        | AHL         | 54  | 8  | 12  | 20  | 30  | 3  | 0 | 1  | 1  | 2  |
| 2016–2017   | Florida Panthers        | NHL         | 81  | 7  | 10  | 17  | 36  | —  | — | —  | —  | —  |
| 2017–2018   | Florida Panthers        | NHL         | 81  | 10 | 17  | 27  | 61  | —  | — | —  | —  | —  |
| 2018–2019   | Florida Panthers        | NHL         | 75  | 8  | 19  | 27  | 44  | —  | — | —  | —  | —  |
| 2019–2020   | Florida Panthers        | NHL         | 59  | 8  | 12  | 20  | 14  | 2  | 0 | 0  | 0  | 8  |
| 2020–2021   | Pittsburgh Penguins     | NHL         | 44  | 5  | 11  | 16  | 28  | 6  | 0 | 0  | 0  | 0  |
| 2021–2022   | Pittsburgh Penguins     | NHL         | 74  | 11 | 20  | 31  | 33  | 7  | 1 | 5  | 6  | 6  |
| 2022–2023   | Montreal Canadiens      | NHL         | 48  | 8  | 26  | 34  | 33  | —  | — | —  | —  | —  |
| NHL totalt  | NHL totalt              | NHL totalt  | 465 | 57 | 115 | 172 | 251 | 20 | 1 | 6  | 7  | 14 |
| AHL totalt  | AHL totalt              | AHL totalt  | 59  | 8  | 14  | 22  | 38  | 3  | 0 | 1  | 1  | 2  |
| NCAA totalt | NCAA totalt             | NCAA totalt | 112 | 14 | 57  | 71  | 153 | —  | — | —  | —  | —  |

### Internationellt
| Uppdaterad: 2023-02-24 | Uppdaterad: 2023-02-24 | Uppdaterad: 2023-02-24 |               | Källa: Utv = Utvisningsminuter | Källa: Utv = Utvisningsminuter | Källa: Utv = Utvisningsminuter | Källa: Utv = Utvisningsminuter | Källa: Utv = Utvisningsminuter |
| År                     | Lag                    | Mästerskap             | Matcher       | Mål                            | Assists                        | Poäng                          | Utv                            |                                |
| ---------------------- | ---------------------- | ---------------------- | ------------- | ------------------------------ | ------------------------------ | ------------------------------ | ------------------------------ | ------------------------------ |
| 2011                   | Kanada                 | Ivan Hlinka            | 5             | 0                              | 0                              | 0                              | 2                              |                                |
| 2016                   | Kanada                 | VM                     | 10            | 2                              | 4                              | 6                              | 0                              |                                |
| 2017                   | Kanada                 | VM                     | 10            | 1                              | 6                              | 7                              | 10                             |                                |
| Junior totalt          | Junior totalt          | Junior totalt          | Junior totalt | 5                              | 0                              | 0                              | 0                              | 2                              |
| Senior totalt          | Senior totalt          | Senior totalt          | Senior totalt | 20                             | 3                              | 10                             | 13                             | 10                             |